# Industriforening
Industriforeninger af mere omfattende art i modsætning til fortidens snævre lav opstod i begyndelse af 1800-tallet med det formål at ophjælpe og opmuntre industrien og virke til udbredelsen af oplysning om industrielle forhold og af særlige industrielle kundskaber blandt industriens udøvere.
Disse foreninger stiftedes så godt som alle af mænd uden for industrien og havde ingen særlig politisk eller økonomisk tendens ud over den, der lå i de fra merkantilismens tid nedarvede anskuelser. Et selskab af denne art i Danmark var Selskabet for indenlandsk Kunstflid, der stiftedes 1808 og virkede til 1821. Efter at den liberale tankegang og de dermed forbundne ideer om frinæring og frihandel havde fundet udbredelse, stiftedes efterhånden en række foreninger, der vel fortsatte traditionen i henseende til udbredelse af industriel oplysning, men som dog også havde en bestemt politisk tendens i retning af ophævelse eller indskrænkning af det gamle lavsvæsen. I Danmark er det særligt Industriforeningen i Kjøbenhavn, der er kendt i denne henseende. Den stiftedes 1838 og har siden arbejdet på forskellig vis, fx ved oprettelse af et bibliotek af industrielt indhold, udgivelse af industrielle tidsskrifter, afholdelse af udstillinger (derimellem de store nordiske udstillinger i København 1872 og 1888), ved virksomhed for undervisning af håndværkere og industridrivende (den har således medvirket ved dannelsen af Det tekniske Selskabs Skole 1876, oprettet en aftenundervisning for håndværkere i merkantil og almendannende retning og sammen med Fællesrepræsentationen for dansk Industri og Haandværk taget initiativet til oprettelsen af Teknologisk Institut (1906).
Industriforeningens arbejde for en liberal næringslovgivning førte indenfor tilhængerne af lavsvæsenet til dannelsen af Haandværkerforeningen i Kjøbenhavn 1840, hvis formål var så vidt muligt at bevare næringslovgivningen i det gamle lavsvæsens ånd, og til denne forening sluttede sig efterhånden en række håndværkerforeninger i provinsbyerne. Den rådende tendens inden for alle disse håndværkerforeninger var i al almindelighed at reagere mod Næringsloven af 1857, at modarbejde udviklingen af en for stærkt koncentreret industri. Det var trangen til samvirken i denne retning, der i 1879 førte til en sammenslutning af de bestående håndværkerforeninger inden for Fællesrepræsentationen for dansk Industri og Haandværk (se denne).
Ved siden af varetagelsen af håndværkets næringspolitiske interesser har de danske håndværkerforeninger i øvrigt arbejdet for præmieringen af svendeprøver, oprettelsen af vare- og industrilotterier, indrettelsen af alderdomsboliger, oprettelsen af tekniske skoler. Efter 1870, da arbejderbevægelsen begyndte, opstod der efterhånden industriforeninger på et helt andet grundlag og med en helt anden organisation. Det er de i form af faglige foreninger stiftede arbejdsgiverforeninger, der atter for de enkelte fags vedkommende er sammensluttet i centralforeninger, omfattende dels enkelte landsdele, dels hele landet. Hele arbejdsgiverforeningsbevægelsen har endelig fundet sit foreningspunkt i den 1898 stiftede Dansk Arbejdsgiver- og Mesterforening, der siden da har været den ledende organisation i alle konfliktspørgsmål mellem arbejdsgivere og arbejdere, og hvis arbejde særlig er gået ud på afslutningen af kollektive overenskomster. Ved siden af arbejdsgiverspørgsmålene har de faglige industriforeninger dog også taget en række andre spørgsmål op til behandling, således forsøg på en omordning af licitationsvæsenet, afslutning af overenskomster, der går ud på fælles priser og fælles aftaler om arbejdsydelser, væsentlig med det formål at undgå en alt for stor indbyrdes konkurrence mellem de enkelte producenter. Denne bevægelse har dog ikke endnu afsat væsentlige frugter.
Af betydning er dog en 1919 indenfor den lille industri dannet produktionsforening, hvis princip er på grundlag af arbejdsdeling indenfor enkelte småvirksomheder og en samlende virksomhed indenfor en fællesfabrik at opnå de samme fordele for den lille industri, som nås indenfor de større koncentrerede virksomheder.  Af almindelig betydning for industrien som helhed er det af Industriforeningen i København 1911 oprettede Industriråd, hvis opgave er at tage sig af industriens almene interesser i merkantil, social og økonomisk henseende. Det består af en sammenslutning dels af industrielle organisationer, dels af enkeltvirksomheder og har især under 1. verdenskrig udfoldet en storslået virksomhed ved afslutningen af overenskomster med de krigsførende magter om ud- og indførsel til Danmark samt ved at overtage garantien overfor disse for, at de trufne aftaler blev overholdt af de enkelte under industrirådet hørende medlemmer.